# Хозяин (пьеса)
Хозяин — социальная комедия Ивана Карпенко-Карого, написанная в 1900 году. В ней драматург освещает становление новой крестьянской украинской буржуазии в конце XIX века. Автор характеризовал пьесу, как злую сатиру на человеческое стяжательство без всякой другой цели.
Карпенко-Карый вынашивал образы сельского миллионера Терентия Пузыря и его окружения более 10 лет, со времени написания пьесы «Сто тысяч». Работу над произведением он завершил весной 1900 на хуторе Надежда, названном так в честь первой жены, Надежды Тарковской. Прообразами главного героя пьесы, Терентия Пузыря, были южнорусские предприниматели такие как Терещенко и Харитоненко, становление которых происходило в условиях развития капитализма в тогдашней Российской империи, в том числе в Южной России и на территории современной Украины.
С помощью образа Терентия Пузыря, выходца из крестьян, который быстро разбогател, скупая земли, Карпенко-Карый приводит основную идею произведения — моральное вырождение стяжателя, для которого выгода превыше всего, и который не останавливается ни перед какими аферами, лишь бы умножить своё состояние.

## Сюжет
Сюжет комедии автор строит на основе жизненных конфликтов, порождённых законами жизни. Терентий Пузырь, миллионер и эпизодический персонаж пьесы Сто тысяч - богатый землевладелец, который стремится достичь максимальных прибылей путём эксплуатации рабочих и разорения различных бедняцких хозяйств. Ради наживы он идёт даже на мошенничество. Миллионер Пузырь договаривается с Маюфесом об участии в мошенничестве и даёт указания своим слугам усилить эксплуатацию срочных рабочих, а также лишить их земли. Эти планы Пузыря представляют собой завязку комедии. Во время осуществления захватнических планов возникают различные осложнения, конфликты. Произошёл бунт рабочих и крестьян, раскрыто мошенничество, а Пузырь тяжело заболел. Обострение этих конфликтов составляет кульминацию комедии. Финал пьесы одновременно гротескный и трагический — «пузырь» лопнул — Терентий Пузырь умирает от разрыва почки.

## Постановки
Премьера комедии состоялась 10 января 1901 в Киеве с шумным успехом. Роль Пузыря исполнял сам Карпенко-Карый, экономов — Феногена и Лихтаренко — Саксаганский и Садовский, Золотницкого — Марк Кропивницкий.
Пьеса «Хозяин» много раз ставилась на сценах украинских театров. В частности, в театре «Березиль», где роль Пузыря сыграл Амвросий Бучма.